# Zara Monrroy
Roxana Sarahí Romero Monrroy (Punta Chueca, Sonora, 31 de agosto de 1991), conocida como Zara Monrroy, es una activista, cantante, poeta, compositora, ecologista, pescadora y danzante indígena mexicana. Es embajadora cultural de su comunidad de origen, Socaaix, Sonora. Pertenece a la Nación Comcaác, su lengua materna es cmiique iitom (seri), la cual se caracteriza por ser una lengua aislada, es decir que no tiene parentesco con otras lenguas y solamente es hablada por las personas que pertenecen a la Nación Comcaác. Su historia personal es mencionada en el libro: Cuentos de buenas noches para niñas rebeldes: 100 mexicanas extraordinarias.  

## Trayectoria
Estudió la educación básica en la Telesecundaria 260 en Punta Chueca y la educación nivel medio superior en la Preparatoria Regional del Noroeste en Hermosillo, Sonora.
Su acercamiento a la literatura comenzó en el año 2009 cuando decidió estudiar su lengua materna, comenzó a hacer poesía en su comunidad y posteriormente incursionó en la música en seri, fusionando los géneros de rock, reggae y rap, debido a que en la comunidad de donde es originaria la juventud local escuchaba música en español e inglés, no obstante, no había música moderna en su lengua.
Por lo anterior, decidió incursionar en la mayor parte de los géneros posibles en seri con dos objetivos: el primero era poder compartir música con estos ritmos innovadores dentro de su comunidad y, el segundo, que consistía en compartir al exterior de la comunidad Socaaix su cultura y tradiciones. Es así como surgieron sus discos: Viento y Vida y Xmaam Icaheme que significa mujer de pueblo en Seri. El primero se encuentra disponible en distintas plataformas como Deezer, Spotify, YouTube y Youtube Music; el segundo se encuentra en puerta, pues la artista se encuentra recaudando fondos para poder materializarlo.
Se ha presentado en la Cumbre Tajín, Festival Internacional Cervantino, Festival Alfonso Ortiz Tirado, Festival Lenguas de América Carlos Montemayor, Feria Internacional del Libro de Guadalajara , Palacio de Bellas Artes, Sala Nezahualcóyotl de la UNAM, Festival Xepe an Coicoos y las Músicas del Mundo.

## Activismo
Zara Monrroy es activista, mediante su música aborda la lucha por los Derechos Humanos de los pueblos originarios, de las mujeres indígenas, la equidad de género y la comunidad LGBTTTI+ Como víctima de la violencia de género suscitada en este país, desde la infancia y adolescencia, en su música aborda su historia para que pueda llegar a diferentes personas y sepan identificarla y que no están solas, lo aborda como una estrategia para hacer un cambio positivo en las personas.
El 10 de septiembre de 2010 fundó un grupo ecologista llamado Azoj Canoj (estrella, en seri) junto con su prima, mediante el cual busca concientizar a las personas sobre el medio ambiente y además trabaja con un grupo de artesanas que se dedican a crear productos naturales característicos de la región. Las actividades llevadas a cabo dentro de esa misma organización fueron desde limpiar las playas locales, poner letreros, hasta posteriormente aliarse con la Universidad Prescott College, para el monitoreo, estudio y cuidado de las especies.  Igualmente, constantemente buscan visibilizar las problemáticas de agua y territorio que se encuentran en su comunidad y para la obtención de los recursos, mediante donaciones, para poder continuar con los proyectos que se plantear, como un proyecto a largo plazo.
Igualmente, se ha hecho mención de su trayectoria y labor por su comunidad al interior y exterior de la misma en diferentes medios, entre los que se destacan artículos, entrevistas y la mención en el libro: Cuentos de buenas noches para niñas rebeldes: 100 mexicanas extraordinarias.